# Мощениця
Мощениця( пол. Moszczenica, Moszczanka)  — річка в Польщі, у Пйотровському й Кутновському повітах Лодзинського воєводства. Права притока Бзури (басейн Балтійського моря).

## Опис
Довжина річки 55,08 км, висота виооку над рівнем моря — 190 м, найкоротша відстань між витоком і гирлом — 33,46 км, коефіцієнт звивистості річки — 1,46. Площа басейну водозбору 515 км.

## Розташування
Бере початок на околиці села Бушеми ґміни Новосольна. Спочатку тече переважно на північний захід через Старі Скошеви, біля міста Стрикува повертає на північний захід і далі тече через Анелін Свендовські. Біля Гуркі Любніцькі річка повертає на північний схід, тече через Пйонтек і біля села Поток впадає у річку Бзуру, ліву притоку Вісли.
Притоки: Мосткі, Жрудла (ліві); Скошувка, Маліна (праві).
У селі Рогашин річку перетинає єврошлях Е75, А1.